# Ильин, Анатолий Юрьевич
Анато́лий Ю́рьевич Ильи́н (16 октября 1954) — советский футболист, нападающий. Кандидат в мастера спорта СССР по футболу.

## Карьера
Является лучшим бомбардиром ивановского «Текстильщика» за всю его историю. В 380 матчах за клуб забил 152 мяча. Ильин является первым футболистом команды, кто смог забить в первенствах страны 100 мячей. Вместе с командой выступал в первой и второй лигах чемпионата СССР. Помимо «Текстильщика», Ильин провел один сезон в кинешемском «Волжанине», а также выступал в командах «Динамо» (Зугдиди) и «Автокрановец» (Иваново) (в 1985 году забил за команду 13 голов).

## Достижения
- Обладатель кубка РСФСР (1): 1986
- Серебряный призёр Чемпионата РСФСР (1): 1981
- Бронзовый призёр Чемпионата РСФСР (1): 1987.